# Юнусов, Мамараим
Мамараим Юнусов — советский хозяйственный, государственный и политический деятель, Герой Социалистического Труда.

## Биография
Родился в 1899 году на территории Ленинградского района Ферганской области. Член КПСС с 1957 года.
С 1920 года — на хозяйственной, общественной и политической работе. В 1920—1963 гг. — хозяйственный работник в Аккурганском районе Ташкентской области, председатель колхоза «Ленинабад» Ак-Курганского района Ташкентской области.
Указом Президиума Верховного Совета СССР от 11 января 1957 года присвоено звание Героя Социалистического Труда с вручением ордена Ленина и золотой медали «Серп и Молот».
Избирался депутатом Верховного Совета Узбекской ССР 5-го созыва.
Умер 1982 году.